# Sœurs de Notre-Dame de la Miséricorde de Laval
Les sœurs de Notre-Dame de la Miséricorde de Laval sont une congrégation religieuse féminine enseignante, hospitalière et sociale de droit pontifical.

## Histoire
Après une mission paroissiale prêchée à Laval en 1816, le père Chanon, jésuite, voit de nombreuses prostituées qui décident de changer de vie, mais il n'existe pas de lieu pour les accueillir dans la ville. Il fait appel à Thérèse Rondeau (1793-1866), une ouvrière de 23 ans qui part se former auprès des sœurs de la Miséricorde de Bordeaux où elle prononce des vœux religieux et reçoit le nom de sœur Thérèse-François de Borgia.
Thérèse Rondeau fonde la congrégation le 1er novembre 1818. En 1821, elle achète l'hôtel Buisson qui devient le couvent de la Miséricorde de Laval. En 1854, les premières fondations ont lieu en Pologne et plus tard à Quimper (1855)Lisieux (1873) et Vitry-sur-Seine ( 1923),. En 1922, les sœurs polonaises se séparent de Laval pour former les sœurs de Notre-Dame de la Miséricorde.  
La congrégation obtient du pape Léon XIII le décret de louange le 7 septembre 1878 et l'approbation de ses constitutions religieuses le 9 décembre 1930 par Pie XI.

## Activités et diffusion
Les sœurs se dédient à la rééducation des jeunes délinquants ; dans les écoles techniques, centres de santé et dans les foyers de jeunes travailleurs.
Les religieuses sont uniquement en France. La maison-mère est à Laval.
En 2017, la congrégation comptait 18 sœurs dans 3 maisons, à Quimper, Laval et Entrammes.